# Distrito Norte (Hong Kong)
Norte (en chino: 北区, chino tradicional: 北區, pinyin: bei qū, en inglés: North District). Llamada antiguamente como la Ciudad Piscis (双鱼市) por un río que corre por la ciudad. Es uno de los 18 distritos de la ciudad de Hong Kong, República Popular China. Está ubicado en la parte más al norte de la isla de Hong Kong, limitando al norte con la ciudad de Shenzhen. Su área es de 137.3 kilómetros cuadrados y su población es de 304 000 (70% de 15 a 64 años) la segunda menor densidad.
Desde la Dinastía Qing, este distrito fue construido en 1982. Se divide en cuatro partes,Sheung Shui, Fanling, Sha Tau Kok, Ta Kwu Ling.

## Galería

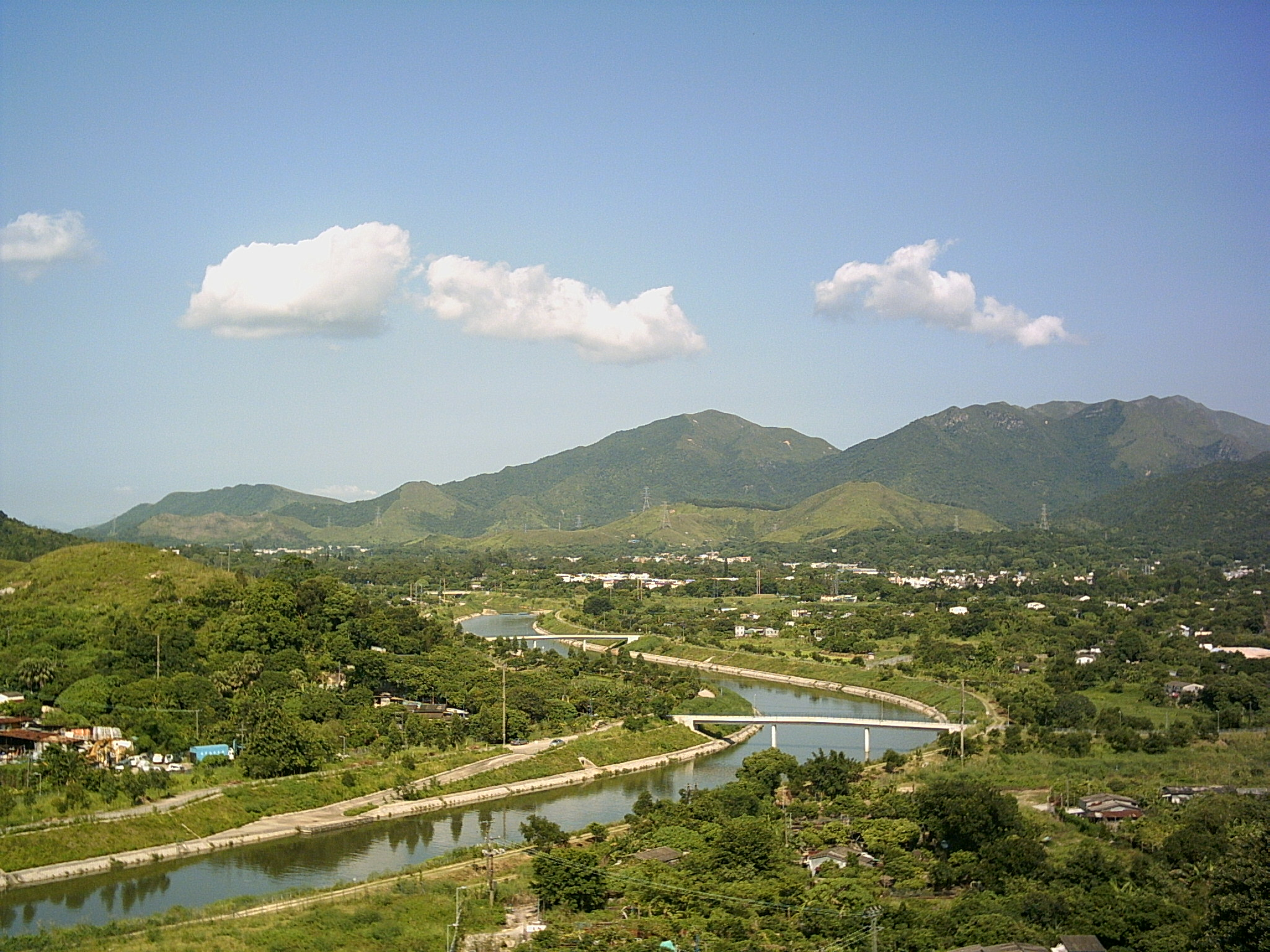
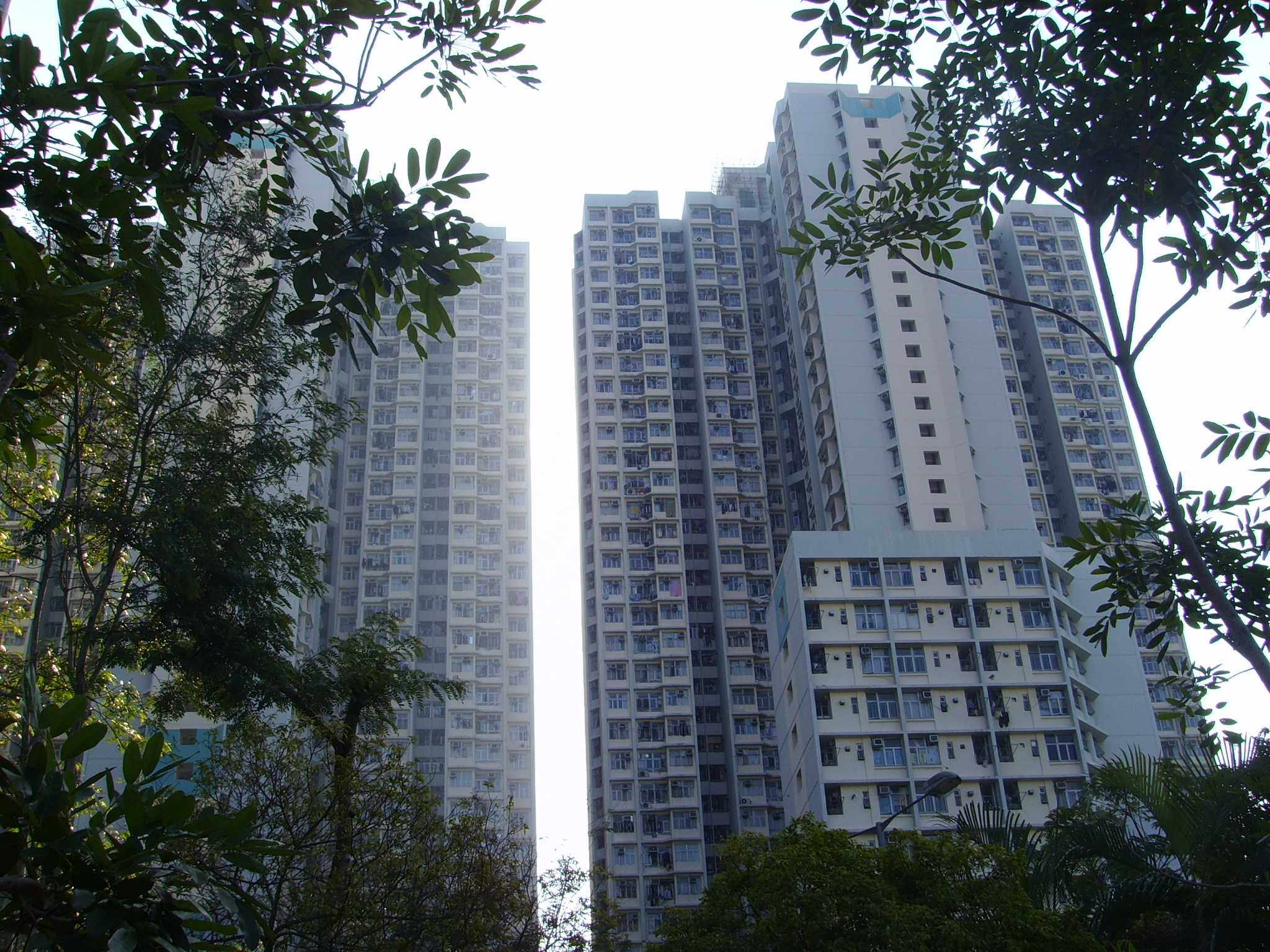
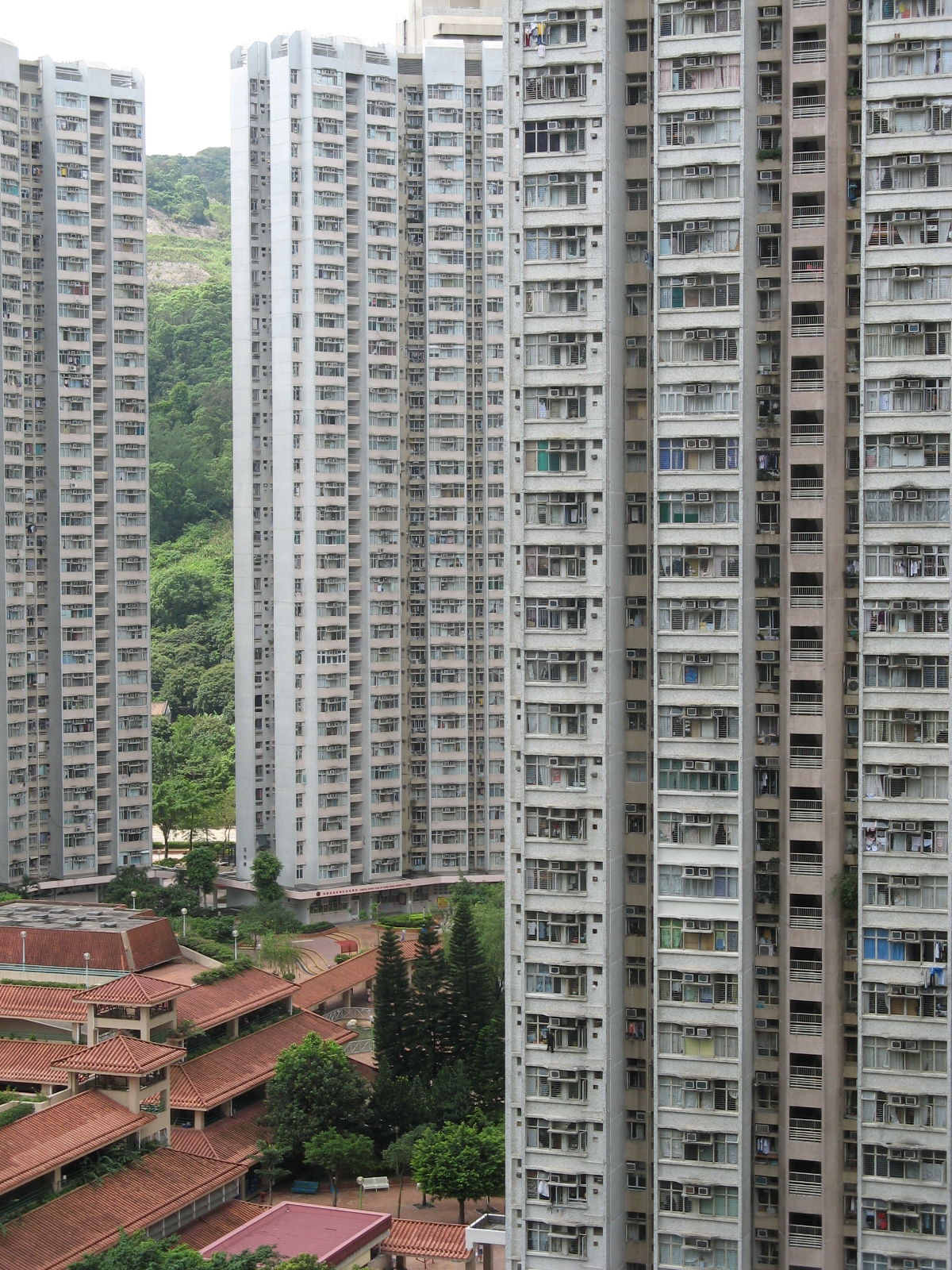
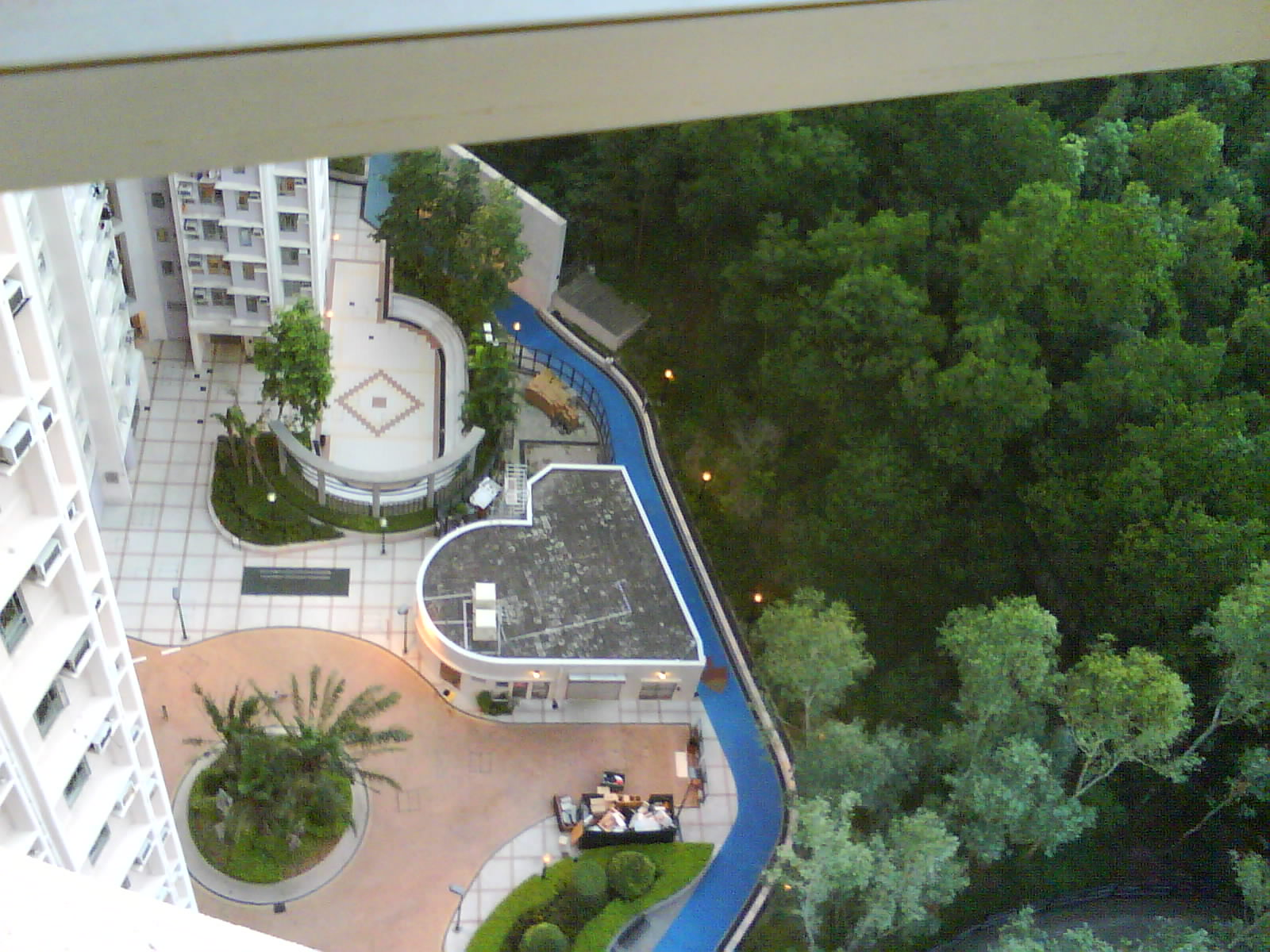
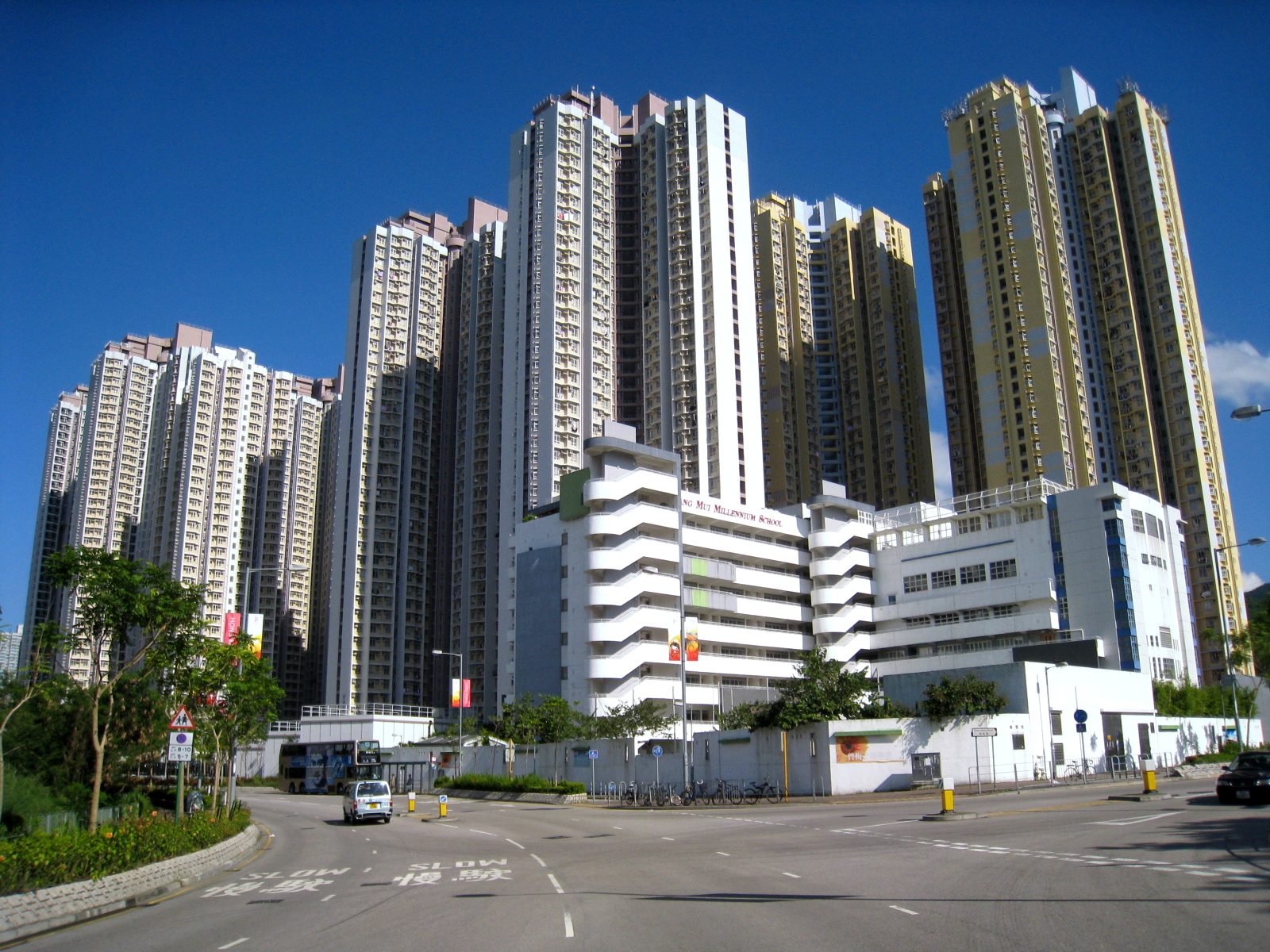
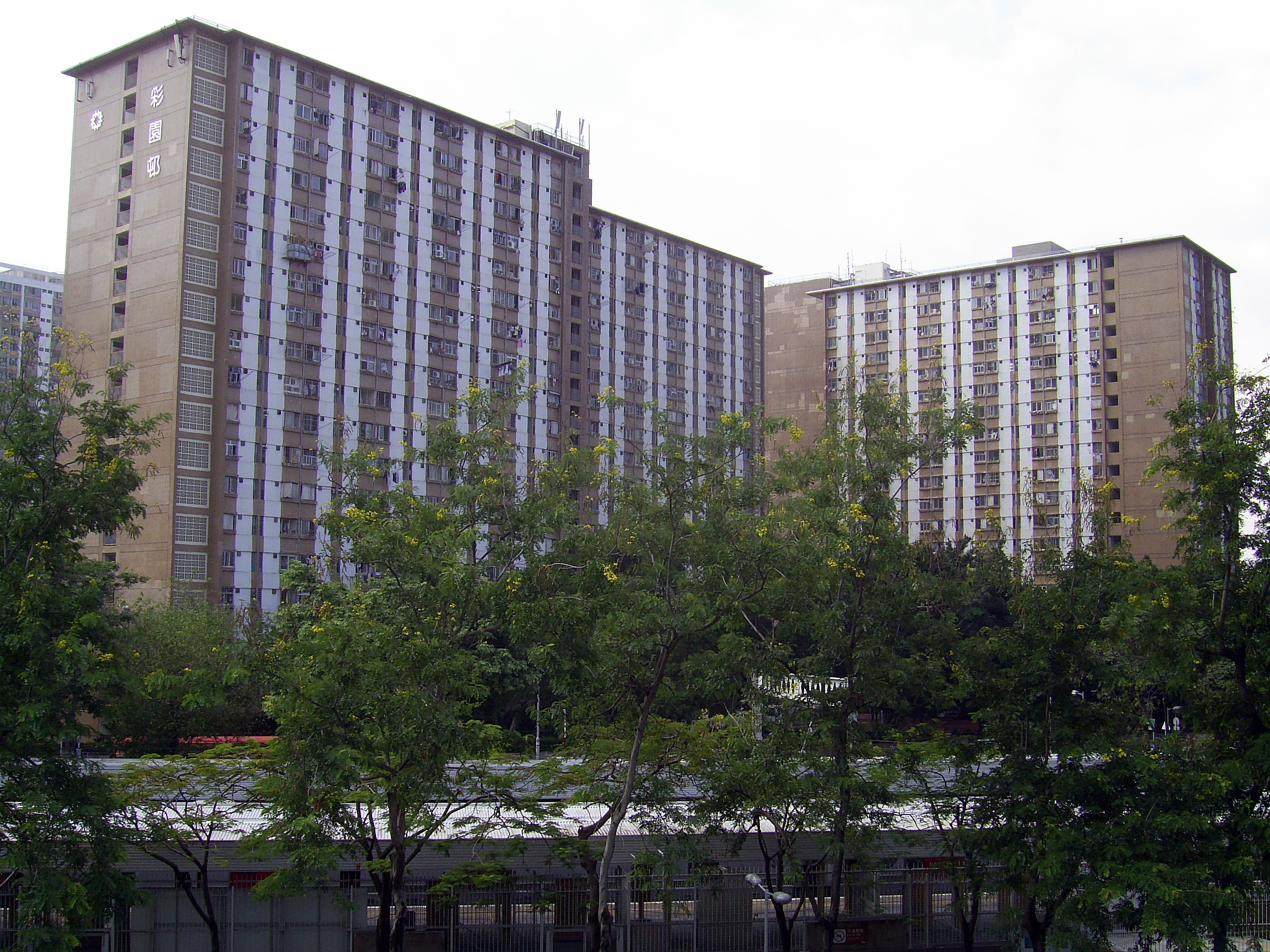
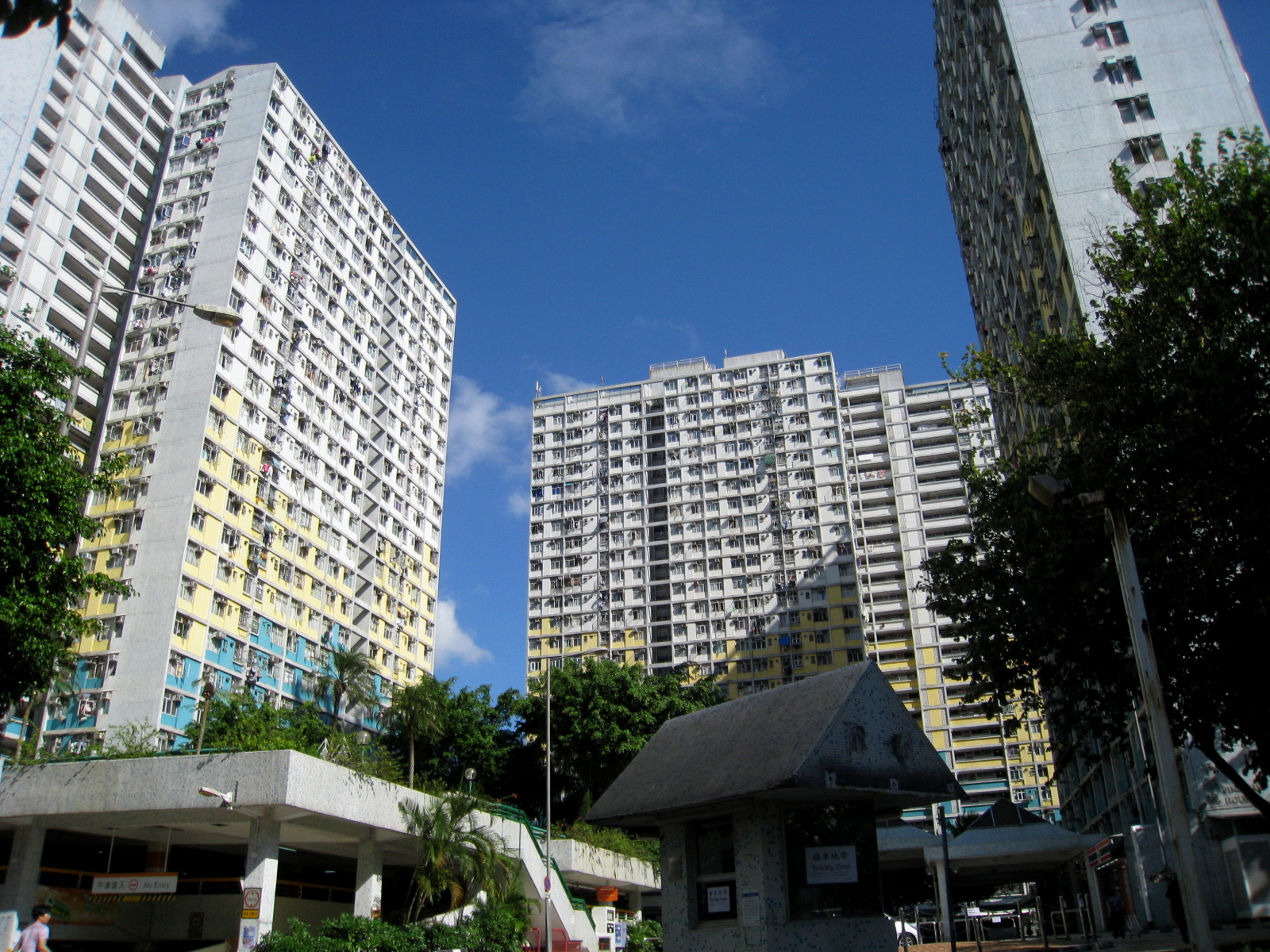
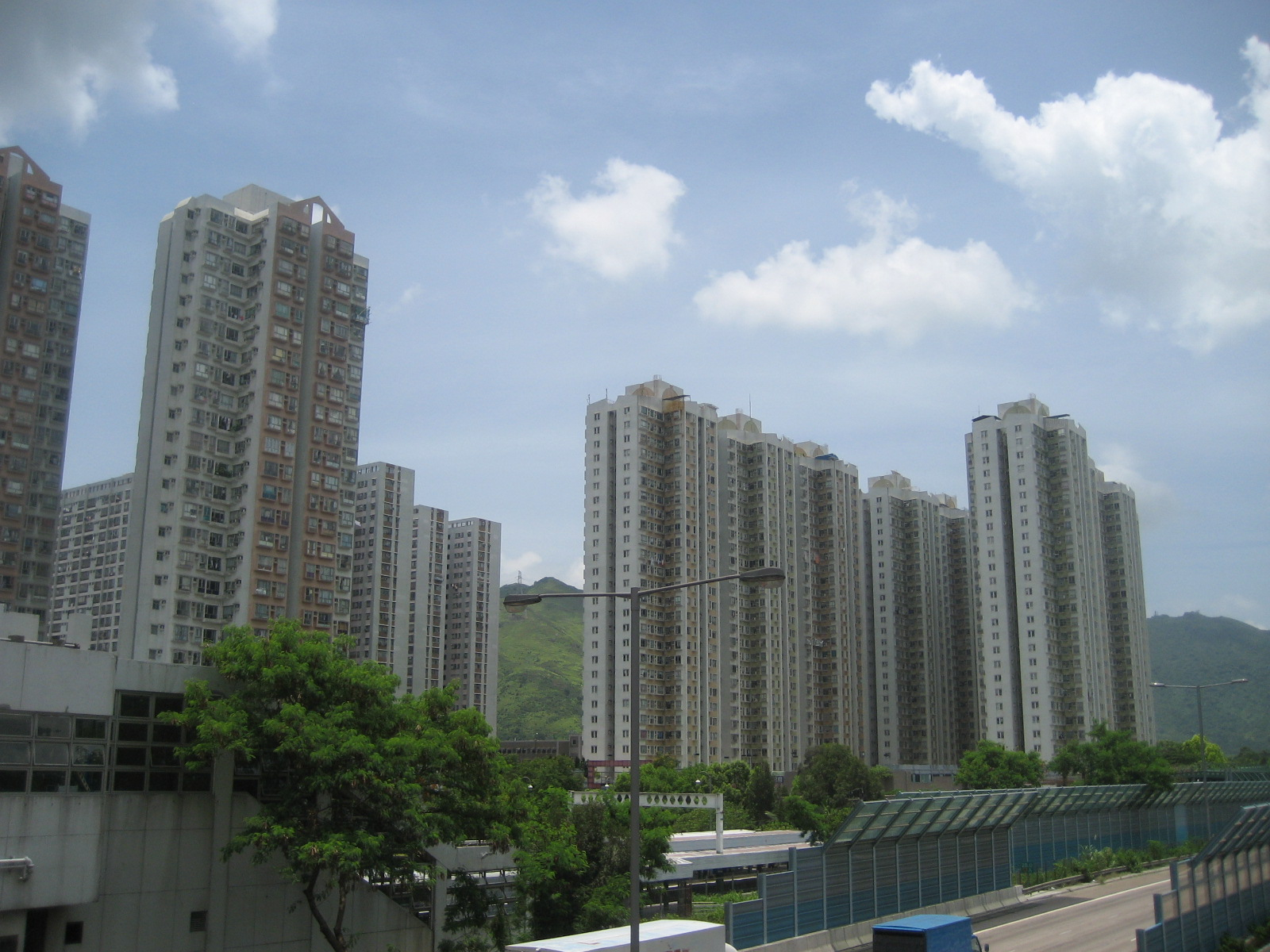
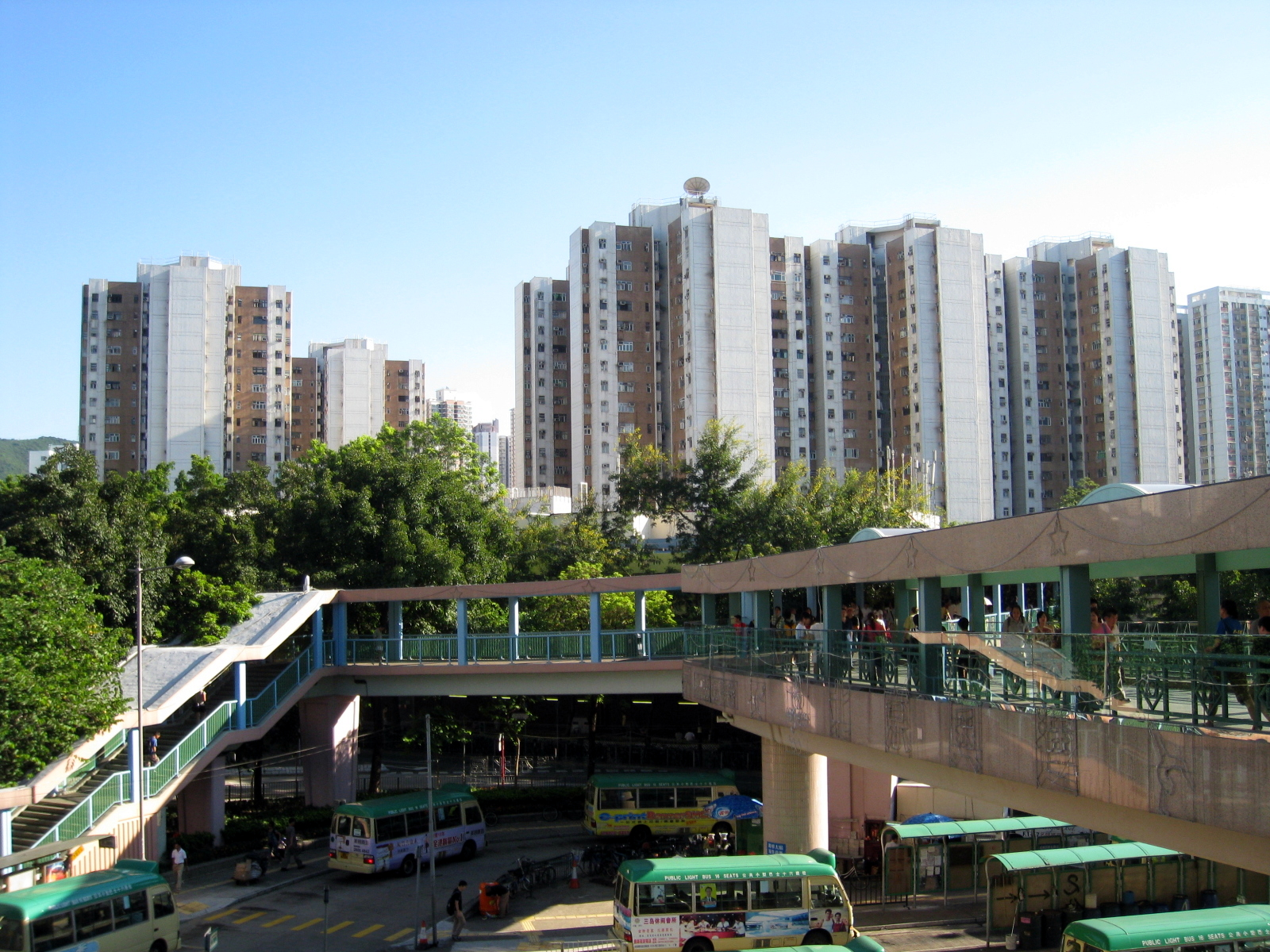
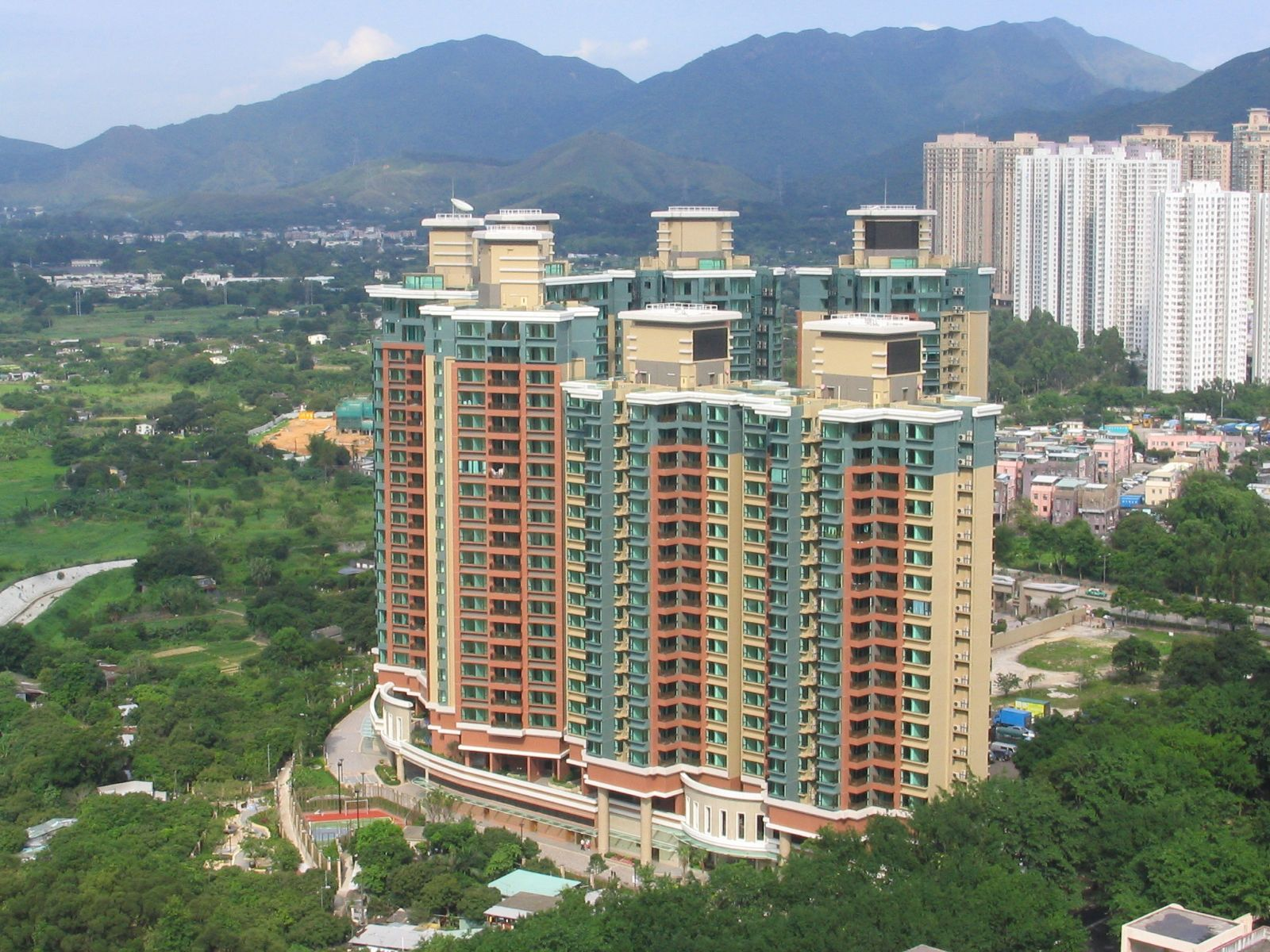
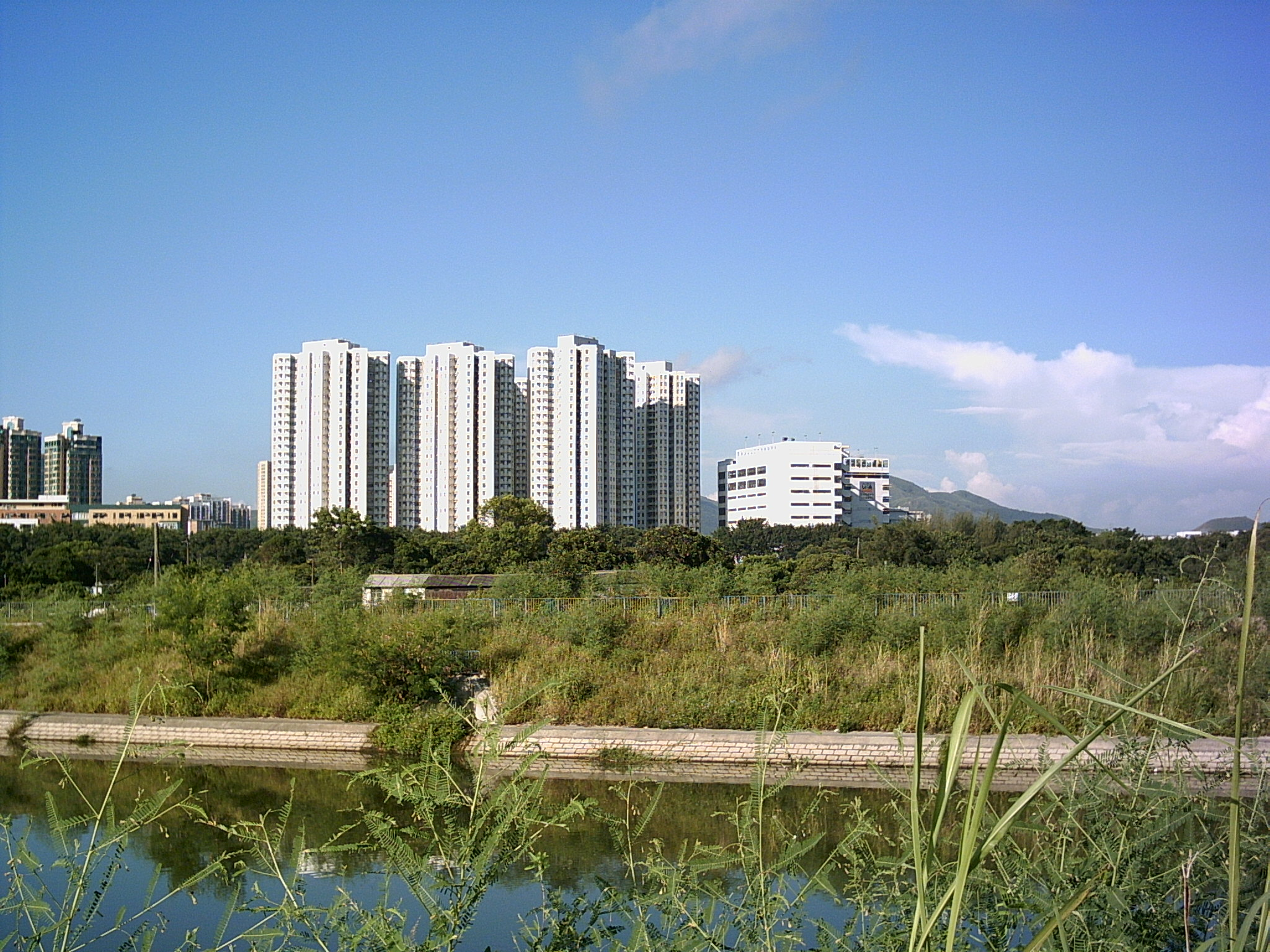

## Algunas islas del distrito
- A Chau
- Ap Chau Pak Tun Pai
- Kat O
- Wong Wan Chau

## Geografía

Distrito Norte y Shenzhen desde las montañas Wutong a 943 m.